# Конечки (Ленинградская область)
Конечки (фин. Peräsaari) — деревня в Лисинском сельском поселении Тосненского района Ленинградской области.

## История
На карте Ингерманландии А. И. Бергенгейма, составленной по шведским материалам 1676 года, упоминается деревня Perissela.
На шведской «Генеральной карте провинции Ингерманландии» 1704 года, составленной по материалам 1678 года, — Päräsari.
Как деревня Пярясари она нанесена на «Географическом чертеже Ижорской земли» Адриана Шонбека 1705 года.
На карте Санкт-Петербургской губернии Я. Ф. Шмидта 1770 года она обозначена как деревня Конец.
Как деревня Каченьки отмечена на карте Санкт-Петербургской губернии 1792 года А. М. Вильбрехта.
На карте Санкт-Петербургской губернии Ф. Ф. Шуберта 1834 года она обозначена под названием Конечки.

КОНЕЧКИ — деревня принадлежит ведомству Санкт-Петербургского окружного правления, число жителей по ревизии: 22 м. п., 21 ж. п. (1838 год)

На карте Ф. Ф. Шуберта 1844 года отмечена деревня Конечки.
В пояснительном тексте к этнографической карте Санкт-Петербургской губернии П. И. Кёппена 1849 года она записана как деревня Peräsaari (Конечки) и указано количество её жителей на 1848 год: эвремейсов — 21 м. п., 20 ж. п., всего 41 человек.

КОНЕЧКИ — деревня Ведомства государственного имущества, по просёлочной дороге, число дворов — 6, число душ — 35 м. п. (1856 год)

Деревня относилась к лютеранскому приходу Лииссиля, один раз в год в ней проходили выездные службы Евангелическо-лютеранской Церкви Ингрии.

КОНЕЧКИ — деревня казённая при колодце, число дворов — 9, число жителей: 37 м. п., 39 ж. п. (1862 год)

В конце XIX века деревня административно относилась к Лисинской волости 1-го стана Царскосельского уезда Санкт-Петербургской губернии, в начале XX века — 4-го стана. По приходским данным население деревни было исключительно финским.
По данным «Памятной книжки Санкт-Петербургской губернии» за 1905 год деревня Конечки входила в состав Васильевского сельского общества.
Согласно военно-топографической карте Петроградской и Новгородской губерний издания 1917 года деревня Конечки насчитывала 9 крестьянских дворов, смежно с ней располагалась Пустошь Казённая.
С 1917 по 1922 год деревня Конечки входила в состав Кудровского сельсовета Лисинской волости Детскосельского уезда.
С 1922 года в составе Каменского сельсовета.
С 1923 года в составе Троцкого уезда.
Согласно данным переписи населения СССР 1926 года в деревне Конечки проживали 116 человек, все финны, за исключением одной русской женщины.
С 1927 года в составе Детскосельского района.
С 1930 года в составе Тосненского района.
По данным 1933 года деревня Конечки входила в состав Каменского сельсовета Тосненского района.

План деревни Конечики. 1939 год

Согласно топографической карте 1939 года деревня насчитывала 31 крестьянский двор.
Деревня была освобождена от немецко-фашистских оккупантов 30 января 1944 года.
В 1965 году население деревни Конечки составляло 102 человека.
По данным 1966 и 1973 годов деревня Конечки также находилась в составе Каменского сельсовета.
По данным 1990 года деревня Конечки находилась в составе Лисинского сельсовета.
В 1997 году в деревне Конечки Лисинской волости проживали 4 человека, в 2002 году — 12 человек (русские — 75 %).
В 2007 году в деревне Конечки Лисинского СП — 10 человек.

## География
Деревня расположена в юго-западной части района к югу от центра поселения — посёлка Лисино-Корпус, на северной окраине Глебовского болота.
Расстояние до административного центра поселения — 29 км.
Расстояние до ближайшей железнодорожной платформы Ёглино — 8 км.

## Демография
| 1862 | 2007 | 2010 | 2017 |
| ---- | ---- | ---- | ---- |
| 76   | ↘10  | →10  | ↘3   |